# Briou
Briou é uma comuna francesa na região administrativa do Centro, no departamento Loir-et-Cher. Estende-se por uma área de 10,09 km². Em 2010 a comuna tinha 147 habitantes (densidade: 14,6 hab./km²).